# Instituto Maimónides de Investigación Biomédica de Córdoba
El Instituto Maimónides de Investigación Biomédica de Córdoba (IMIBIC) es un centro de investigación 
multidisciplinar en el que trabajan conjuntamente científicos procedentes del ámbito universitario y sanitario para la mejora de la salud de los ciudadanos y el desarrollo social y económico de Andalucía. Sus líneas de investigación van desde la biología molecular y celular, la biología estructural y computacional y la química, hasta la proteómica, genómica, bioestadística, espectrometría de masas y microscopía digital avanzada. Entre los temas de mayor relieve, destacan el estudio del envejecimiento activo y la fragilidad; la nutrición, las enfermedades endocrinas y metabólicas; las enfermedades inmunológicas, infecciosas y el trasplante de órganos; el cáncer y las patologías crónicas e inflamatorias.

## Historia
El IMIBIC fue creado en octubre de 2008 a partir de un acuerdo entre la Consejería de Salud de la Junta de Andalucía, la Consejería de Economía y Conocimiento de la Junta de Andalucía y la Universidad de Córdoba. El Instituto Maimónides de Investigación Biomédica de Córdoba (IMIBIC) es uno de los 29 institutos acreditados en España para la investigación sanitaria por el Instituto de Salud Carlos III. Su primer director científico fue el catedrático de Medicina Interna de la Universidad de Córdoba Francisco Pérez Jiménez. En 2015, fue nombrado director científico del Instituto el profesor Justo Castaño Fuentes. En julio de 2019, en sesión extraordinaria del Consejo rector, fue elegido nuevo director científico Pablo Pérez Martínez, catedrático de Medicina Interna de la Universidad de Córdoba (España).

### Misión
Los objetivos del Instituto Maimónides de Investigación Biomédica de Córdoba (IMIBIC) son promover la investigación multidisciplinar de excelencia, fomentar la colaboración entre las entidades locales y los institutos de investigación internacionales, proporcionar una formación de alto nivel en ciencias biomédicas al personal investigador, estudiantes y visitantes, promover la innovación y la transferencia de tecnología y activar un diálogo abierto con el público a través de actividades educativas y de divulgación. La misión estratégica final es trasladar los resultados a la clínica.

### Ubicación
Todas las dependencias del Imibic, las administrativas y las científicas, están ubicadas en el Campus de la Salud de la Universidad de Córdoba, junto al Hospital Universitario Reina Sofía, en avenida Menéndez Pidal s/n.

## Estructura

### Programas científicos
- Envejecimiento activo y fragilidad: estudio de las bases moleculares y patogénicas del proceso de envejecimiento, su relación con la calidad de vida y la búsqueda de nuevas estrategias para la atención y el cuidado de los pacientes.
- Nutrición, enfermedades endocrinas y metabólicas: estudio de las enfermedades metabólicas y del sistema endocrino, con especial interés por el papel de la nutrición en la prevención y manejo de dichos procesos en distintas etapas de la vida. Asimismo se orienta al estudio de la salud reproductiva y de los tumores neuroendocrinos.
- Enfermedades infecciosas, inmunológicas y trasplante de órganos: estudio de las enfermedades por distintos agentes infecciosos, con especial énfasis en las infecciones de paciente inmunodeprimidos.
- Cáncer (Oncología y Oncohematología): investigación y estudio de las enfermedades neoplásicas, tanto los tumores sólidos como las neoplasias hematológicas.
- Enfermedades crónicas e inflamatorias: se orienta al estudio de los distintos procesos crónicos de la sociedad moderna, con especial énfasis en los de naturaleza inflamatoria. Aunque tienen gran entidad clínica no se han identificado como programas propios porque la confluencia de los grupos de investigación hacia su estudio es aún limitado.

Los investigadores del Instituto Maimónides de Investigación Biomédica también tienen acceso a servicios y plataformas del Hospital Reina Sofía de Córdoba (HRS), también localizado en el campus.

## Administración

### Consejo Rector
El Consejo es máximo órgano de gobierno del Instituto y responsable de supervisar las actividades de investigación, aprobar los fondos operativos y velar por el cumplimiento de los objetivos anuales de investigación. Está integrado por 8 miembros y está presidido por el Consejero de Salud de la Junta de Andalucía. Lo componen:
- Dos representantes de la Consejería de Salud de la Junta de Andalucía.

- Dos representantes de la Consejería de Economía, Conocimiento, Empresas y Universidad de la Junta de Andalucía.

- Dos representantes de la Universidad de Córdoba.

- Director científico del IMIBIC.

- Un representante de la Fundación Progreso y Salud.

### Consejo Científico
El Consejo Científico es un órgano asesor de la Dirección Científica y forman parte de él, además del Director Científico y los Subdirectores del IMIBIC, todos los Investigadores Responsables (IR), los Investigadores Emergentes (IE), un representante del Equipo de Dirección del Hospital Universitario Reina Sofía (HURS), el Gerente del IMIBIC y una representación del personal técnico y de gestión. Órganos:
- Dirección Científica: Pablo Pérez Martínez, catedrático de la Universidad de Córdoba y coinvestigador responsable del Grupo Nutrigenómica del IMIBIC .

- Subdirección científica:

-Subdirección de Investigación Básica
-Subdirección de Investigación Clínica
- Gerencia: Álvaro Granados del Río.

### Comité Científico Externo
Entre otras, tiene la misión de asesorar al Consejo Rector, al director científico y al Consejo Científico sobre las áreas científicas, la incorporación de investigadores, la creación de grupos y, en general, sobre la política científica a desarrollar en el mismo. Eleva al Consejo Rector un informe periódico sobre la actividad científica de los investigadores del Instituto, sugiriendo en su caso, las modificaciones pertinentes en cuanto a su funcionamiento, su personal, su espacio e infraestructura, su financiación y líneas de investigación. Sus componentes son:
- Lina Badimón, directora del Cardiovascular Research Center (CSIC-ICCC) Institut Català de Ciències Cardiovasculars (Hospital de la Santa Creu i Sant Pau de Barcelona).

- Carlos Diéguez, director del Centro de Investigaciones Médicas (CIMUS) de la Universidad de Santiago.

- José María Ordovás, director del laboratorio de Nutrición y Genómica del Human Nutrition Research Center on Aging, Tufts University, Boston (EE. UU.).

- Francisco Sánchez Madrid, catedrático de Inmunología de la Universidad Autónoma de Madrid y director científico del Instituto de Investigación Princesa del Hospital Universitario de la Princesa (Madrid).

- Carlos López-Otín, catedrático de Bioquímica y Biología Molecular de la Universidad de Oviedo.

- Jorge Barrero, adjunto a la Presidencia de ASEBIO (Asociación Española de Bioempresas).

## Relaciones institucionales